# Половцов, Иван Фёдорович
Ива́н Фёдорович По́ловцов (2 июля 1868 — 6 декабря 1918, Петроград) — русский офицер и общественный деятель, член IV Государственной думы от Витебской губернии.

## Биография
Православный. Из потомственных дворян Санкт-Петербургской губернии. Землевладелец.
Окончил частную гимназию Гуревича. В течение 2 лет слушал курс в Петербургском университете по юридическому факультету, после чего выдержал офицерский экзамен при 1-м военном Павловском училище. Служил в лейб-гвардии Финляндском полку.
Выйдя в 1894 году в запас в чине поручика, состоял причисленным к Министерству земледелия и государственных имуществ. При реформе крестьянских учреждений Витебской губернии был назначен земским начальником в Дриссенский уезд. Затем состоял Режицким уездным (1902—1904) и Дрисеннским уездным (1904—1912) предводителем дворянства.
В 1912 году был избран в члены Государственной думы от Витебской губернии 1-м и 2-м съездами городских избирателей. Входил во фракцию русских националистов и умеренно-правых (ФНУП), после её раскола в августе 1915 — в группу прогрессивных националистов и Прогрессивный блок. Был секретарем группы прогрессивных националистов, входил в Совет старейшин Думы (от прогрессивных националистов). Состоял членом комиссий: по местному самоуправлению, по направлению законодательных предложений, по военным и морским делам, бюджетной и финансовой.
Сотрудничал в газете «Голос Руси». C 1916 года участвовал в качестве приглашенного лица в заседаниях Особого совещания для обсуждения и объединения мероприятий по обороне государства.
В дни Февральской революции был в Петрограде, исполнял поручения Временного комитета Государственной думы. 16—18 марта 1917 был заместителем комиссара ВКГД Петрограда и Таврического дворца. C 29 марта был членом комиссии о выделении пособий пострадавшим от революции, а с 7 апреля — и военной комиссии.
Скончался в Петрограде, похоронен 10 декабря 1918 года на Смоленском кладбище. Был холост.

## Награды
- Орден Святого Владимира 4-й ст. (1911)